# Willem Jiddo Taanman

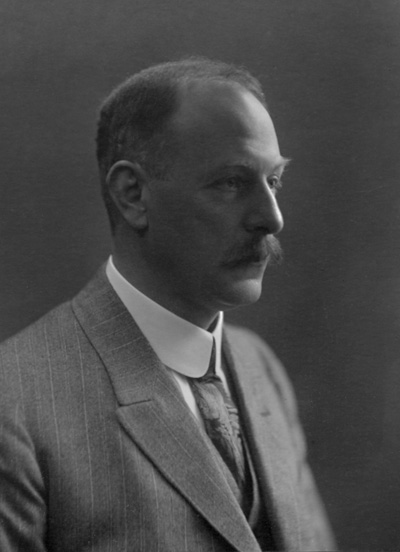
Willem Jiddo Taanman

Willem Jiddo Taanman (Neede, 14 juni 1876 – Bussum, 4 mei 1935) was een Nederlands kunstschilder, tekenaar, aquarellist en boekbandontwerper. Hij was de zoon van Cornelis Taanman (evangelist van de Nederlandsch Evangelisch-Protestantsche Vereeniging) en Johanna Gijsbertha Kagenaar en achterneef van de bekende Zaanse kunstschilder Jacob Taanman. Hij volgde een opleiding aan de Rijksnormaalschool voor Kunstnijverheid en de Rijksakademie voor Beeldende Kunsten in Amsterdam. Hij werkte vervolgens in Zeeland, Gelderland, Amsterdam en Bussum. Taanman was leraar aan een HBS in Amsterdam en was in die stad lid van Arti et Amicitiae.
Hij is onder meer bekend van twee ontwerpen voor boeken van Louis Couperus voor uitgeverij L.J. Veen.